# Franz Krapf
Franz Krapf (* 22. Juli 1911 in München; † 23. Oktober 2004 in Bonn) war ein deutscher Diplomat.

## Leben
Nach dem Schulbesuch studierte Krapf Staatswissenschaften an der Ludwig-Maximilians-Universität München, der Friedrich-Wilhelms-Universität zu Berlin sowie dem Amherst College in Massachusetts. 1935 absolvierte er sein Staatsexamen an der Ludwig-Maximilians-Universität. Im Anschluss studierte er die japanische Sprache am Seminar für Orientalische Sprachen der Friedrich-Wilhelms-Universität und im Anschluss von 1935 bis 1937 mit einem Stipendium japanische Sprache und Rechtswissenschaften an der Kaiserlichen Universität Tokio. Nach seiner Rückkehr erfolgte 1937 seine Diplomprüfung am Seminar für Orientalische Sprachen.
Nach eigenen Angaben, die Krapf im August 1950 machte, wurde er 1933 Mitglied des „SA/SS-Reitersturms Charlottenburg“ und er trat zum 1. Juli 1936 der NSDAP bei (Mitgliedsnummer 3.726.653). Tatsächlich wurde er im Mai 1933 in die Allgemeine SS aufgenommen (SS-Nummer 102.283) und am 1. Februar 1938 zum SS-Untersturmführer im SD-Hauptamt befördert, nicht im SS-Hauptamt, wie Krapf ebenfalls im August 1950 angegeben hatte. Noch im Mai 1944 teilte der Chef der Sicherheitspolizei dem SS-Personalhauptamt mit, dass Krapf neben vier weiteren Angehörigen des Auswärtigen Amts ehrenamtlicher Mitarbeiter des Reichssicherheitshauptamtes sei und laufend zur Mitarbeit herangezogen werde.
Am 1. Februar 1938 trat er in den Diplomatischen Dienst des Auswärtigen Amtes und wurde zunächst Mitarbeiter an der Botschaft in Ägypten und anschließend in der Sowjetunion. Während des Zweiten Weltkrieges war er von 1940 bis 1945 als Legationssekretär Mitarbeiter der Botschaft in Japan. Nach dem Krieg war er als Kaufmann zunächst in Deutschland und Schweden und dann von 1948 bis 1950 in Japan tätig.
In einem Entnazifizierungsverfahren vor der Spruchkammer München III wurde Krapf im Mai 1948 dennoch in die Gruppe der „Entlasteten“ eingestuft.
Nach der Gründung der Bundesrepublik Deutschland kehrte er 1950 zurück und wurde Referent für Amerika beim Presse- und Informationsamt der Bundesregierung. In dieser Funktion nahm er im Mai 1950 als Mitglied der deutschen Delegation an den Verhandlungen zum Schuman-Plan in Paris teil. Anfang 1951 wurde er Mitarbeiter im neu gegründeten Auswärtigen Amt und kurz darauf des Generalkonsuls in Paris, Wilhelm Hausenstein.
Später war er Gesandter an der Botschaft in Washington sowie bis 1966 Leiter der Ost-Abteilung im Auswärtigen Amt.
1966 erfolgte seine Ernennung zum Botschafter in Japan.
Nach fünfjähriger Tätigkeit in Tokio wurde er 1971 zum Botschafter und Ständigen Vertreter bei der NATO in Brüssel. Dieses Amt bekleidete er bis zu seinem Eintritt in den Ruhestand 1976. Nachfolger als Ständiger Vertreter wurde Rolf Friedemann Pauls.
Nach seinem Tod entzündete sich eine anhaltende Kontroverse zur Vergangenheitsbewältigung im Auswärtigen Amt, weil Bundesaußenminister Joschka Fischer mit Franz Krapf erstmals einem verstorbenen Botschafter mit NSDAP- und SS-Vergangenheit das „ehrende Gedenken“ in einem amtsinternen Mitteilungsblatt verweigerte und „so die jahrzehntelange Gedenkpraxis durchbrochen hatte.“ Statt des amtierenden Außenministers hielt Bundesminister a. D. Hans-Dietrich Genscher die Traueransprache in der Bonner Kreuzkirche. Die gegen ihn erhobenen Vorwürfe wurden allerdings durch später bekannt gewordene schriftliche Aussagen Erich Kordts vom 10. Oktober 1947 relativiert, die Krapf in die Nähe des Widerstandes gegen Hitler rückten. Die Tageszeitung Die Welt bezeichnete dieses Schriftstück von 1947 als „ein Dokument, das damals als Persilschein genutzt werden konnte“, doch müssten die „darin enthaltenen Schilderungen“ nicht „falsch sein“.